# Eagle Pass (Texas)
Eagle Pass ist eine Stadt im Maverick County im US-Bundesstaat Texas und Sitz der County-Verwaltung (County Seat). Das U.S. Census Bureau hat bei der Volkszählung 2020 eine Einwohnerzahl von 28.130 ermittelt.
Eagle Pass liegt am Rio Grande (spanisch Río Bravo del Norte), der hier die Grenze zu Mexiko bildet und durch die Eagle Pass–Piedras Negras International Bridge mit dem gegenüberliegenden Piedras Negras im mexikanischen Bundesstaat Coahuila verbunden wird.

## Geschichte
Eagle Pass war die erste US-amerikanische Gemeinde am Rio Grande. 1871 wurde das Maverick County gegründet und Eagle Pass zum Sitz der County-Verwaltung gewählt.
Am 24. April 2007 zog ein Tornado über die Stadt, der Menschenleben kostete und große Schäden hinterließ. Er legte das öffentliche Leben für eine Woche lahm.

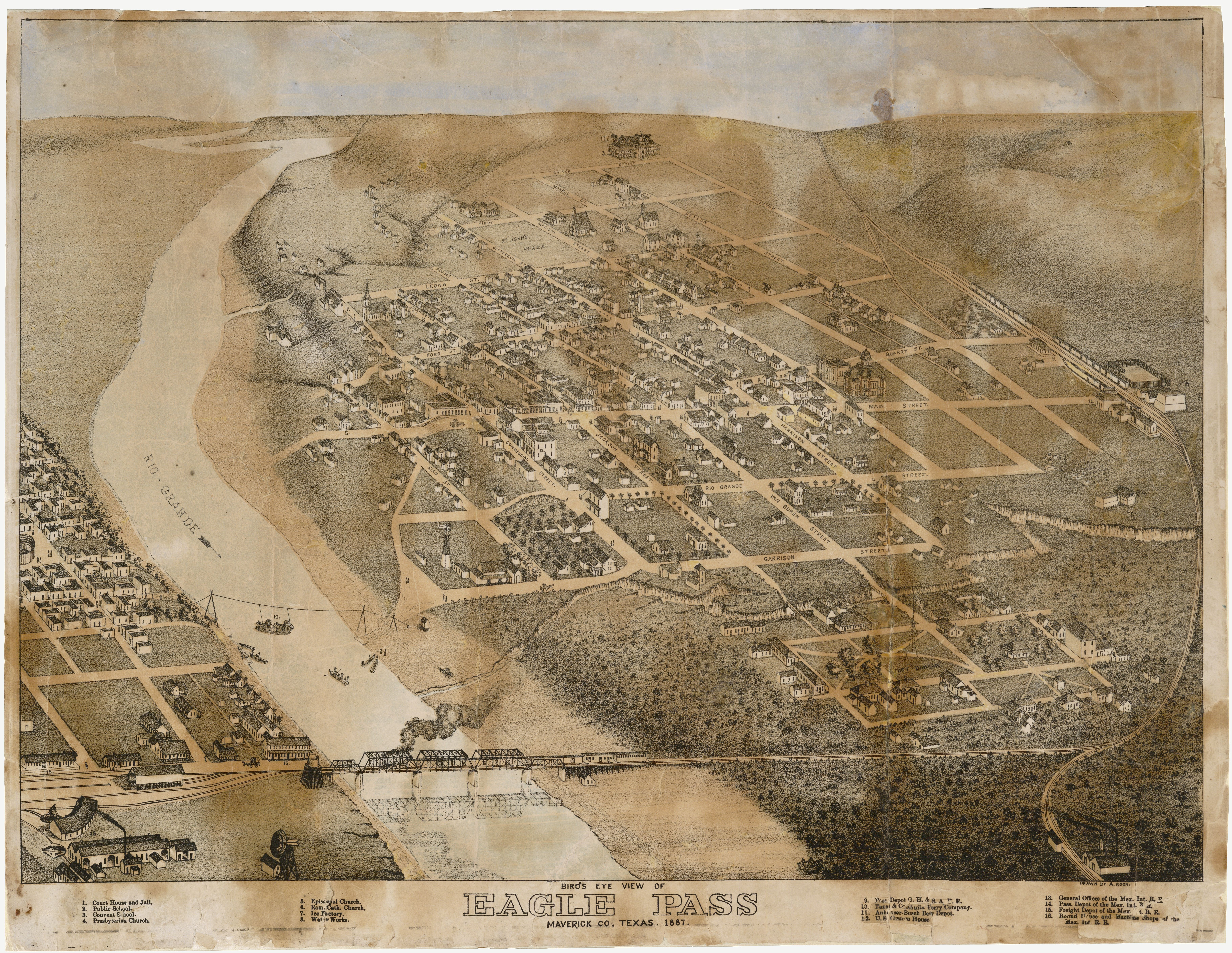
Stadtplan Eagle Pass 1887

## Söhne und Töchter der Stadt
- Herbert Cram (1890–1967), deutscher Verleger
- Louis Lane (1923–2016), Dirigent
- Robert C. Mathis (1927–2016), General der United States Air Force
- Patric Schmid (1944–2005), Gründer des Plattenlabels „Opera Rara“, das sich für Raritäten des Musiktheaters engagierte, ist in Eagle Pass geboren